# Новые правые (Германия)
«Новые правые» (нем. Neue Rechte) ― термин, используемый для обозначения разнородных политических течений ультраправого толка в странах Европы, включая Германию. Немецкие новые правые сформировались как антитеза новым левым, при этом от «старых правых», их отличает, прежде всего, стремление дистанцироваться от наследия национал-социализма, ориентированность на интеллектуализм и консервативная направленность. Новые правые отрицают справедливость основополагающих принципов Основного закона ФРГ, а некоторые группы с симпатией относятся к романтическому и этническому («фёлькише») национализму, который рассматривается в общем русле концепции «этноплюрализма», разделяемой новыми правыми всех стран.
Политологи в целом разделяют точку зрения о том, что «для новых ультраправых [...] противоречие между демократическим консерватизмом и антидемократическим правым экстремизмом считается чем-то малосущественным, и вместо этого идеологический упор им делается на поиск черт, общих для идеологий правого спектра».

## История появления термина
Термин «новые правые» проник в Германию в 1960-х годах. Он использовался ультраправыми как самоопределение и как синоним «молодых правых». Именно так называли себя молодые правые радикалы из NPD (основанной в 1964 году), которые под общим влиянием западногерманского студенческого движения пытались увести партию в сторону от национал-социалистических моделей и вывести её из рядов «старых замороженных правых», которые потерпели исторический крах.
NPD на парламентских выборах в 1969 году набрала 4,3% голосов и не смогла пройти в Бундестаг. В ответ на эту неудачу молодые национал-демократы предприняли первые попытки стратегически переосмыслить свою идеологию и реорганизовать свой политический лагерь. В 1972 году от NPD отделилось «Новое правое действие» (Aktion Neuerechte, ANR). Учредительная декларация, написанная Хеннингом Эйхбергом, провозгласила «антиимпериалистический освободительный национализм». В декларации содержался призыв к изгнанию «оккупирующих держав» из двух немецких государств, чтобы таким образом стало возможно обеспечить «возрождение и воссоединение Германии».
В 1974 году в ANR, которая была переименована в Национально-революционную организацию (Nationalrevolutionäre Aufbauorganisation, NRAO), разделилась: вокруг Лотара Пенца было сформировано «Солидаристское народное движение» (Solidaristische Volksbewegung), отстаивавшее идею «народного единства» и ставшее в ряд с сообществами тогда ещё зарождавшегося экологического движения. Сторонники Хеннинга Эйхберга основали «Дело народа/НРАО» (Sache des Volkes/NRAO) и боролись «против проникновения сверхдержав» и за «национальную идентичность», стараясь найти третий путь между капитализмом и коммунизмом. С помощью этой риторики они пытались не только повлиять на так называемых «левых сектантов» и экологические группы, но и на движение за мир ― правда, с националистических позиций.
Однако кроме «национальных революционеров» из NPD, в ФРГ примерно в 1980 году возникло движение, которое вполне явно находилось под влиянием французских новых правых и, в частности, объединения GRECE, и поддерживало идеи его основателя ― Алена де Бенуа. Эти немецкие новые правые разделяли понимание своего национального освобождения как часть общеевропейской культурной войны. В 1980 году Пьер Кребс по образцу GRECE основал «семинар Туле»  с целью теоретической подготовки «борьбы за будущее Европы». «Политическое наступление» (Politische Offensive, PO), основанное в 1987 году бывшими национальными революционерами, также позиционировало себя как нечто, находящееся посреди «мейнстримного» консерватизма и правого экстремизма старого образца. Представитель объединения, Манфред Роуз, в 1988 году опубликовал статью в журнале Europa vorn, в которой призвал «новых правых» присоединиться к новой партии «Республиканцы». У немецких новых правых есть и третье течение, наименее радикальное и близкое к национал-либерализму.
В Германии (особенно ― после воссоединения) из этих корней выросла сеть новых правых ассоциаций, средств массовой информации и институтов, которые пытаются уклониться от чёткой классификации в политическом спектре, чтобы добиться «дискурсивного суверенитета» далеко за пределами собственного лагеря.
В 1989 году Клаус Леггеви стал первым политологом, который назвал членов партии «Республиканцы» «новыми правыми» после того, как они добились своих первых успехов на выборах в Палату представителей в Западном Берлине и на выборах в Европарламент в том же году. Партию, возглавляемую в то время Францем Шёнхубером, по мнению Леггеви, следовало отличать от неудачливых «старых правых», и прежде всего ― от NPD и DVU. Ричард Штёсс оценивает подъем «Республиканцев» как часть европеизации приверженцев этого «нового» типа правого экстремизма. В этом контексте политические исследователи также поместили в один ряд итальянский «Национальный альянс» (AN), Австрийскую партию свободы (FPÖ), французский «Национальный фронт» (FN), Швейцарскую народную партию (SVP) и бельгийский «Фламандский блок» (VB). Ева Швейцер, оглядываясь по другую сторону Атлантического океана, охарактеризовала в качестве «новых правых Америки» членов «Движения чаепития». Герд Вигель и Гвидо Шпекманн объясняют причины успеха со стороны партий новых правых, таких как Австрийская партия свободы, Датская народная партия, Лига Севера (Италия), Швейцарская народная партия, «про-» движений в ФРГ и «Движение чаепития» (США) с 1990 годов тем, что они объединили в своих программах неолиберальную и классическую ультраправую повестку. Это сблизило их с консервативно-либеральными партиями.
Гамбургский историк Фолькер Вайс в своей книге «Новые правые Германии» (Deutschlands Neuerechte), опубликованной в 2011 году, отмечает, «что благодаря Саррацину и его сторонникам традиционные правые тезисы и терминология прочно закрепились в общественном дискурсе. Такие авторы, как Тило Саррацин и Петер Слотердейк [и особенно их книги, «Германия. Самоликвидация» (2010), «Правила для народного парка» (1999) и «Презрение к массам» (2000) ] положили начало большой дискуссии об элите, достижениях и наследовании, сумев обратить на себя внимание со стороны кругов, к которыми никогда не смогли бы пробиться тех же NPD. Обществу придётся уметь принимать этих новых правых в будущем». Это замечание становится тем более примечательным, что Слотердейк «как типичный представитель левой культурной критики» с его «антропотехническим поворотом» сам не принадлежал к их лагерю. «Смыкание рядов» социал-демократов вроде Саррацина с «крайне правыми» также вызвало у многих наблюдателей удивление.
Рихард Штёсс указывает на то, что конфликт между «старыми» и «новыми» правыми радикалами в Германии был всегда: и во времена Веймарской республики, и во времена Германской империи. При этом решающий фактор противостояния заключается в том, что речь идёт не о «старом» или «новом», а о существенном разногласии между традиционалистами и модернизаторами относительно самооценки, целей и методов правого радикализма.
Само использование термина «новые правые» для целей категоризации вызывает споры. Политолог Флориан Финкбейнер выступает против употребления термина в тех случаях, когда речь идёт не о различении стратегической ориентации внутри радикальных правых между «старым» и «новым», а о разграничении консерваторов и правых радикалов: последний подход, по его мнению, полезен для схематизации, но на самом деле имеет весьма ограниченную аналитическую ценность.

## Теоретические основы

### Идейные предшественники
Представители немецких новых правых часто ссылаются на некоторых мыслителей периода Веймарской республики, которые, согласно концепции Армина Молера, были объединены в общее направление под названием «консервативная революция». Её наследие было воспринято и актуализировано многими новыми правыми. Консервативных революционеров объединяло неприятие прав человека, либерализма, марксизма и парламентской демократии. Ими были такие авторы, как Артур Мёллер ван ден Брук, Эрнст Юнгер, Эдгар Юлиус Юнг, Эрнст фон Заломон и Карл Шмитт. Их позиции часто были взаимопротиворечащими, непоследовательными, но тем не менее все они разделяли симпатию к авторитарным моделям государства и немецкому «особому пути», который выделял Германию из западной цивилизации. Отношение консервативных революционеров к национал-социализму было противоречивым. Большинство из них не были рьяными национал-социалистами, некоторые старались дистанцироваться от режима, а прочие и вовсе иногда подвергались преследованиям после 1933 года. Впрочем, был и ряд авторов, которые поддерживали нацистскую идеологию. Некоторые историки, такие как, в частности, Курт Зонтхаймер, подчёркивают сходство идеологии и практики консервативных революционеров и нацистов, отмечая то, что идейные воззрения консервативных революционеров предваряли нацистскую идеологию и способствовали приходу Гитлера к власти.
Новые правые также часто ссылаются на теоретиков фашизма, таких как Юлиус Эвола, Роберт Михельс, Вильфредо Парето, Хосе Антонио Примо де Ривера и Жорж Сорель. Еженедельная газета Junge Freiheit, которую историки и политологи классифицируют как печатный орган новых правых, посвящала этим и им подобным мыслителям серии статей и регулярно рецензирует выходящие книги о них.

#### Грамшианство
Новые правые апеллируют не только к представителям правой мысли, но также и к Антонио Грамши, марксистскому интеллектуалу. Они взяли на вооружение его идею о достижении культурной гегемонии как тактику политического активизма, отвергнув, впрочем, собственно марксистскую часть его воззрений.
Новые правые вслед за Грамши считают, что поскольку в настоящее время для них не сложилось исторических обстоятельств, которые бы позволили создать массовое движение за желаемый ими политический поворот, наиболее важным тактическим подходом является требование достижения «дискурсивного суверенитета» в общественных дебатах и культурной гегемонии. Этот же принцип был впервые описан теоретиком марксизма Коммунистической партии Италии Антонио Грамши. Грамши писал о том, если политическое движение желает добиться такой гегемонии, то оно должно стремиться проникнуть в дискурс элит общества посредством журналистской деятельности, работы в клубах, ассоциациях и культурных учреждениях, добиваясь для себя сначала признания, а в долгосрочной перспективе ― также и доминирования в общественном мнении. Как только эта цель будет достигнута, общество считается «созревшим» для изменения политической ситуации, позволяя партии одержать победу на выборах, получить депутатские мандаты и места в правительстве. Эта стратегия вызвала живой интерес у новых правых: «Общепризнано, что существенный новый элемент в идеологии "новых правых" заключается в том, что они обращается к наследию итальянского коммуниста Антонио Грамши и стремятся к достижению "культурной гегемонии" с целью дальнейшего обретения политической гегемонии на её основе, которая бы позволила им перевернуть ситуацию».

## Идеология

### Основные направления политических воззрений
Новые правые выступают против принципов Просвещения, особенно против политического плюрализма и идеи равенства всех людей, лежащей в основе прав человека. Они отказались от «классического» расизма в пользу концепции этноплюрализма, требуя образования внутренне этнически однородных, внешне ― равных друг другу национальных сообществ (следуя формуле пионера немецких новых правых Пьера Кребса: «Однородные народы в неоднородном мире ― а не наоборот»). Демократия для них ― это политическое участие не столько равноправных граждан, сколько этнических и религиозных общин. По мнению Рихарда Штёсса, этноплюрализм особенно удачно подходит в качестве «сцепки» между неоконсерватизмом и правым радикализмом.
Новые правые отвергают эгалитарный «дух 1968 года», феминизм и мультикультурализм. Формировать общество и осуществлять руководство им, по их мнению, должны элиты. По словам литературоведа Габриэле Кемпера, новые правые интеллектуалы походят на своих консервативно-революционных предшественников тем, что они взывают к образу миру, в котором мужские ценности и мужское превосходство не подвергаются сомнению. Они разрабатывают картину альтернативного общества, в котором высмеивается эмансипация женщин, демократия осуждается как продолжение женственного начала и прославляются агрессивные, «мужские» добродетели.
Новые правые желают укрепления «национальной идентичности» и «национальное самоуважения»: они считают, что основные политически силы в Германии адекватно достичь этих целей неспособны, и к тому же этому также препятствуют определенные оппоненты. Чтобы добиться чаемого «освобождения» немцев, история Германии должна подвергаться постоянному пересмотру: в частности, необходимо выступить против «культа вины » (ими имеется в виду память о Холокосте как центральном компоненте современной немецкой идентичности). Впрочем, согласно Бауэру и Фидлеру, представители новых правых в первую очередь озабочены не «защитой национал-социализма или прославлением нацистского прошлого», а скорее «относительностью этого разрыва в цивилизации и контекстуализацией, которая предполагает, что государства и народы могут совершать преступления во время войны». Новые правые в Германии связывают своё видение истории с «принципиальным неприятием основополагающего нарратива Федеративной Республики, который обещает всегда участвовать в жизни международного сообщества и действовать в соответствии с принятыми им нормами, чтобы преступления против человечности Третьего рейха не могли повториться». По словам Рожера де Века, стратегия новых правых состоит в том, чтобы «сделать презрение к людям социально приемлемым» и «создать реакционную нормальность».
Новые правые при оценке современного общества придерживаются культурного пессимизма. В основном оно изображается ими как декадентное и находящееся в упадке. В ответ ими культивируется национально-утопический образ мышления: только обращение к органическим идеям нации и народа, возвращение к давно забытым «корням» может принести фундаментальное преображение. Они считают, что в новую эру возникнет здоровое общество (и это будет новое рождение, возрождение или палингенез). Это отличает новых правых от консерваторов, которые стремятся достичь тех же целей путём восстановления традиционных ценностей. По словам Роджера Гриффина, этнический национализм новых правых является также и центральным аспектом всех фашистских идеологем. Новые правые, продолжает он, ― «имеют тех же врагов, что и фашизм межвоенного периода, даже если их подходы к решению проблем, формы организации и их дискурс значительно различаются».
Хотя европейские новые правые дистанцируют себя от политического насилия, по мнению Роджера Гриффина , они всё равно олицетворяют собой «явную форму палингенетического ультранационализма и заслуживает названия «фашисты». Понимая, что после 1945 года они больше не могут сформировать массовое политическое движение, новые правые сознательно перешли «в состояние аполитеи, выходящее за рамки партийной политики, и стоически ожидают нового исторического бума, в результате которого отложенная революция может быть возобновлена» ― так заключает исследователь. Он также указывает на воинствующий антиамериканизм Алена де Бенуа, который прямо оправдывает нападения на США со стороны их врагов (называя их «ответными мерами»). По словам Гриффина, члены итальянской ультраправой террористической группировки Ordine Nuovo, главным образом вдохновлялись работами Юлиуса Эволы.
Согласно Фолькеру Вайсу, среди «новых правых» практически нет фундаментальной враждебности к исламу. Причина же их неприязни к мусульманам заключается «только в присутствие ислама в европейском пространстве». «Реальные условия жизни в Тегеране, Эр-Рияде, Стамбуле или Кабуле» ― в отличие от представителей либерального универсалистского мышления ― не имеют никакого значения для представителей новых правых.
По словам Гриффина, новые правые ведут свой «культуркампф», пытаясь отвоевать для себя сегменты общества, в которых можно найти молодых людей, имеющих определённое сочувствие к разделяемым ими взглядам: это, к примеру, буршеншафты (националистические студенческие корпорации) и ряды потомков депортированных немцев. Также они проводят агитацию и среди неоязычников и оккультистов. В 1990-х годах проводилась плотная работа и с «тёмной сценой», отправной точкой которой прежде всего был неофолк ― жанр музыки, в рамках которого некоторые артисты оперировали фашистской эстетикой. Fanzine Sigill (позже ― Zinnober) публиковались музыкальные обзоры, а также очерки о творчестве Армина Молера, Эрнста Юнгера, Юлиуса Эволы и других сходных авторов.
Некоторые группы новых правых опираются на дохристианские и нехристианские европейские традиции. Неоязычество ― «одна из их основополагающих фигур, и они с воодушевлением практикуют соответствующие культы», ― так пишет Фридрих Пауль Геллер. Подобное же видение «европейского возрождения» продвигает Семинар Туле. По словам Геллера, решающим фактором влияние новых правых на общественную жизнь является не количество их представителей, а их роль которую они играют. Они смогли оказать влияние на музыкальную сцену и эзотерические круги.
Историк Вальтер Лакер придерживается точки зрения о том, что «Новые правые» в конечном итоге не смогли выработать последовательную контрпозицию либерализму американского образца.

### Основные течения
Некоторые политологи, а также Управление по защите Конституции различают два основных направления новых правых: «младоконсерваторы» и «национал-революционеры».
- Младоконсерваторы в первую очередь ищут связи с буржуазным лагерем, избегают использования радикальных терминов, таких как «революция» или «социализм», и сильнее, чем национал-революционеры, идейно связаны с консервативными революционерами. Младоконсерваторов нельзя рассматривать как правых экстремистов, вовлечённых в подпольную активность. Некоторые члены вполне демократических партий и их молодёжные крылья, такие как Молодёжный союз Германии, также близки к идеям младоконсерваторов.

- Национал-революционеры опираются прежде всего на идейное наследие Эрнста Никиша и часто используют риторику так называемого «левого» крыла НСДАП (представленного Грегором и Отто Штрассером). Соответственно, они обращаются к стратегии «перекрёстного фронта», то есть, иными словами, они пытаются повлиять в том числе и на левых, используя антиимпериалистическую и антикапиталистическую риторику. Национально-революционную риторику можно найти в заявлениях NPD и, в частности, в её молодежной организации «Молодые национал-демократы», а также в таких организациях, как Немецкий колледж Хорста Малера. Из-за часто неприкрытой национал-социалистической агитации в этом направлении некоторые учёные причисляют их не к «новым», а скорее к «старым» правым, принимая во внимание их идеологию.

## Научные определения
Политологи и социологи по-разному определяют немецких новых правых с 1970-х годов, указывая на различия моделей политических группировок и их целей.
В 1975 году Гюнтер Барч перечислил наиболее важных теоретиков национал-революционных групп того времени, которые называли себя новыми правыми: это были Хеннинг Эйхберг (известен по псевдониму «Хартвиг Зингер»), Лотар Пенц, Уве-Михаэль Троппенс (ныне известен как Микаил Троппенц, псевдоним: Михаэль Мейнрад) , Вольфганг Гюнтер (псевдоним: «Герт Вальдманн»), Свен Томас Франк (псевдоним: «Александр Эпштейн») и Вольфганг Штраус .
В 1987 году политолог Маргрет Фейт отмечала, что «новые правые» ― это, прежде всего, национально-революционное течение, возникшее вокруг NPD. В 1988 году Мартин Дицш назвал «новыми правыми» приверженцев «народного движения» веймарского периода, представителей консервативной революции и национал-социалистов из окружения Грегора Штрассера .
Политологи Клаус Шёнекас и Сюзанна Мантино поместили «новых правых» (в 1989 и 1992 годах, соответственно) в «серую зону» между правым радикализмом и консерватизмом.
По мнению историка Ганса-Ульриха Велера, стремление к гегемонии Германии в единой Европе и «снятие табу» с немецкого национализма являются частью идейной основы новых правых. Поскольку это стремление также заметно среди консервативных журналистов, таких как Арнульф Баринг, Михаэль Штюрмер и Ханс-Петер Шварц, он также причисляет к новым правым и их.
Социолог Рейнхард Опиц называет новых правых неофашистами из-за отсутствия у них связей с конкретной политической партией и наличием идеологической преемственности с ультраправыми группами Веймарской республики.
Впервые в конце 1980-х Вольфганг Гессенхартер назвал «интеллектуальных новых правых» «связующим звеном между неоконсерватизмом и правым радикализмом». Эта характеристика до сих пор формирует дискуссию в политической науке и в средствах массовой информации. Он отличает новых правых от правых экстремистов следующим образом: «Чтобы присвоить партиям, идеологиям, людям [...] термин «правые экстремисты», необходимо, чтобы они продемонстрировали «усилия по устранению основ свободного демократического порядка... «Если доказать это невозможно», ― продолжает он ― «то тогда следует говорить о «правом радикализме», а не экстремизме. Правые радикалы, тем не менее, по-прежнему осуществляют (более или менее массовую) фундаментальную критику центральных конституционных норм».
С другой стороны, политолог Армин Пфаль-Траугбер чётко приписывает «новым правым» приверженность экстремизму. Помимо партий и активистов, они представляют «интеллектуальную» часть этого лагеря, который стремится к достижению общественного влияния через СМИ, издательства и институты гражданского общества. Важными темами их «теоретических кружков» являются этноплюрализм, исторический ревизионизм и эзотеризм. Многие представители «новых правых» критически настроены против основополагающих принципов демократического правового государства и, следовательно, должны быть квалифицированы как противники демократии.
Как и Пфаль-Траугбер, Томас Пфайффер также классифицирует «новых правых» как экстремистов, но при этом приписывает им «двойную функцию»: с одной стороны, они являются воинствующим авангардом правого экстремизма, с другой стороны ― стремятся распространить свои идеи среди демократических консерваторов и центристов.
Ричард Штёсс классифицирует «новые правых» как приверженцев «нового» же типа правого экстремизма, для которого характерны популистское поведение, стремление работать в рамках существующей политической системы и дистанцироваться от исторических форм фашизма и его ортодоксальных деятелей. По словам Франка Деккера, термин «правый популизм» обязан своим появлением новым правым поскольку их концептуализация в качестве классических правых оказалась невозможной
По словам Роланда Эккерта, представители новых правых являются правыми экстремистами, потому что они ставят под сомнение универсальную ценность прав человека. Впрочем, это не означает, что они непременно осуществляют нападение на конституционный порядок. Однако, приняв за свою основу политическую философию Карла Шмитта, исследователь испытывае сомнение в том, что, придя к власти, новые правые сохранят право на человеческое достоинство за пределами этнических границ таким образом, чтобы это соответствовало Основному закону. По словам Вольфганга Гессенхартера, идеи Шмитта, «держателя стремени нацистов», несовместимы с Основным законом и продолжают иметь скрытное влияние на новых правых и особенно на Junge Freiheit».
Уве Бакес использует термин «новые правые» для обозначения форм «интеллектуального правого экстремизма», чтобы не возлагать «коллективную вину на национал-консерваторов, неолибералов, антиглобалистов или сторонников усиления иммиграционного контроля».
Социолог Патрик Кесслер определяет новых правых как «интеллектуальное течение, которое стремится распространять свои идеи в обществе, используя смесь правого экстремизма и консервативного мышления». По словам Кесслера, новые правые отвергают «немецкое правовое государство, отрицают демократические ценности и стремятся низвергнуть существующую политическую систему. Это, по словам Кесслера, даёт понять, что новые правые должны быть отнесены не к консерваторам, а к правоэкстремистам.
Исследователи отмечают некоторые общие черты новых правых:
- они представляют собою сообщество, почти полностью состоящее из мужских консерваторов-интеллектуалов;
- их преднамеренное дистанцирование от прежних «старых» правых ― нацистов, военных преступников, и их идейных преемников. При этом для них же характерно отрицание Холокоста;
- «этноплюрализм» как основополагающая идея;
- стратегия завоевания власти через культурное и интеллектуальное влияние («культурная революция справа»). Согласно этой концепции, необходимо сформировать и распространить в обществе желаемый образ реальности до того, как будут заняты руководящие позиции в политике («грамшизм справа»);
- их неприятие основополагающих принципов Основного закона и национальной самооценки, а также попытки переосмыслить их. Память о Холокосте рассматривается не как отправная точка и центр национальной идентичности, а как главное препятствие на пути к обретению национальной гордости;
- ориентация на политическое мировоззрение Карла Шмитта, состоящее из дихотомии друг-враг и требования достижения социально-политической однородности при фундаментальном отказе от внутрисоциального плюрализма;
- часто преднамеренно провокационная аргументация с целью проникновения в социально приемлемый консервативный политический дискурс («политическая мимикрия»)[47];
- по словам Хельмута Келлерсхона, это также и связь с «фёлькиш-национализмом», существующим уже на протяжении 200 лет, и намерением вернуться к его идеалам.

Политолог Самуэль Зальцборн, который на примере AfD описывает новых правых как «фёлькиш-повстанцев», перечисляет следующие «ключевые инструменты [...] антидемократов» в борьбе за «культурную гегемонию»:
- «формирование (высоковосприимчивой) постоянной аудитории для продвижения собственных позиций»,
- «внушении о несправедливом исключении этнически-ориентированных и прямо расистских позиций из публичных дебатов под пропагандистским ярлыком «борьбы за свободу выражения мнения»;
- «подача собственных позиций как борьбы со всеми другими, ― «одобренными», «системными».

По словам Ральфа Мельцера, новые правые «ставят под сомнение основные конституционные нормы либеральной демократии, основанной на правах человека, и понимание Холокоста как центральной точки отсчёта в демократической самооценке немцев послевоенного периода; они же пытаются разрушить исторический и политический консенсус по этому поводу».
По словам Фолькера Вайсса, будущее новых правых в настоящее время неопределённо. Их метаполитическая стратегия поблекла. Сложившиеся структуры политической сцены пытались с «плотным кадровым составом [...] одновременно играть на метаполитическом и активистском поле». Их участие в протестах против карантинных мер во время пандемии коронавируса показывает, «как новые правые возвращаются к своим "старым правым" корням».

## Классификация со стороны правоохранительных органов
Федеральное бюро по охране конституции определяет немецких новых правых на основе научного анализа как «интеллектуализацию правого экстремизма», которая, со ссылкой на антидемократических мыслителей Веймарской республики, была попыткой «устранить или по крайней мере, нанести ущерб демократическому правовому государству», изначально «оказывая решающее влияние на культурную сферу». Однако в отчётах бюро нет единой оценки всего движения новых правых. Угроза демократическому порядку со стороны отдельной организации, партии или издания оценивается индивидуально.
В Докладе о защите Конституции за 2020 годновым правым посвящена отдельная глава. Президент Федеральной службы защиты конституции Томас Хальденванг охарактеризовал новых правых как правоэкстремистских «интеллектуальных поджигателей» и как неформальную сеть, в которой действуют «правые экстремисты и правые консервативные силы». Среди правых экстремистских деятелей новых правых в отчёте указывается Идентаристское движение (с 2016 года ― «подтверждённый случай правого экстремизма», журнал Compact (Ein Prozent; «подозреваемый случай»), ассоциация «Один процент» («подозреваемый случай») и Институт государственной политики («подозреваемый случай»).

## Сетевые сообщества
Исследователи правого экстремизма отмечают множество СМИ, издательских домов и прочих институций новых правых. Большинство из них было основано начиная с 1970-х годов, а многие и сегодня продолжают продвигать свою повестку среди групп правых радикалов и консерваторов. Очень часто правые экстремисты и новые правые оказываются связаны между собой, а порою и вовсе являются одними и теми же людьми. С 1990-х годов в политизированной среде появилось направление «новых правых интеллектуалов», которые в основном начали группироваться вокруг еженедельной газеты Junge Freiheit (JF). В середине 2000 года выходцы из этой среды основали Институт государственной политики ― фабрику мысли с академическим уклоном. При институте было основано издательство Edition Antaios и журнал Sezession. Новым правым удалось занять видное место в медиасфере и привлечь к себе внимание, опубликовав в JF серию громких интервью с представителями ХДС, СДПГ, СвДП, а также с членами различных ассоциаций науки и культуры и с лидерами мнений из правоэкстремистской среды. Таким образом они предприняли попытку утвердить собственное интеллектуальное лидерство и завоевать для себя представителей во властным кругах.

### СМИ
Вокруг Хеннинга Эйхберга и его движения национал-революционеров были основаны следующие СМИ:
- Junges Forum: основан в 1964;
- Fragmente;
- Junge Kritik;
- Aufbruch: основан в 1980 как орган «координационного комитета наицонал-революционеров»;
- wir selbst: основан в 1979 году как орган кобленцских «младонационалистов», в 1980 году объединился с журналом Zeitschrift für nationale Identität, который был закрыт в 2004 году.

Армин Пфаль-Траугбер перечисляет следующие медиа-проекты правых экстремистов и новых правых, придерживающихся метаполитической стратегии:
- Nation und Europa: основан в 1951 году (первоначальное название ― Nation Europa), ставил своей задачей способствование объединению всех европейских правых радикалов в духе французского Национального фронта. В 2009 году был закрыт, вместо него прежние авторы продолжили работу в «Zuerst!».
- Europa vorn: основан в 1988 году, позднее назывался Signal, нынешнее именование ― nation24.de; главный редактор ― Манфред Роуз.
- Staatsbriefe: пропагандировал переход от федеративной республике к «Четвёртому рейху», образ которого был бы основан на Священной Римской империи времён Фридриха II Гогенштауфена.
- Sleipnir: придерживался стратегии перекрёстного фронта с участием ультралевых авторов.
- Deutschland in Geschichte und Gegenwart и Deutsche Geschichte: издание Вигберта Граберта в духе исторического ревизионизма.
- Criticón: основан в 1970 году издателем Каспаром фон Шренк-Нотцингом первоначально для правого крыла ХДС / ХСС, ассоциаций депортированных немцев и членов буршеншафтов; слился с konservativ heute в 1980 году; издание прекращено.
- Junge Freiheit: основан в 1986 году Дитером Штайном и другими членами Народной партии свободы, объединявшей выходцев из партии «Республиканцы».
- Sezession: журнал и авторский блог.
- Wissenschaftliche Reihe Института государственной политики.
- Blaue Narzisse.

Авторы Junge Freiheit также регулярно пишут для журнала eigentümlich frei , главным редактором которого является Андре Ф. Лихтшлаг.
- [58]

Медиа-проекты новых правых в Австрии:
- Die Aula: считался рупором национал-либеральных студенческих ассоциаций в Австрии и крайне правых из FPÖ[59].
- Der Eckart[60].
- Zur Zeit: учреждён как партнёрское издание Junge Freiheit.

### Аналитические центры и площадки для мероприятий
- Общество свободной журналистики (с 1960 года), крупнейшее правоэкстремистское культурное объединение.
- Государственное и политэкономическое общество (с 1962 года).
- Учебный центр Вайкерсхайм (с 1979 года), конференц-центр правоконсервативного крыла ХДС под эгидой Ханса Филбингера, находившегося в контакте с новыми правыми и правыми экстремистами. Представители конференц-центра, такие как Клаус Хорнунг и Альбрехт Йебенс, участвуют в выпуске журнала Nation und Europa.
- Семинар Туле (с 1980 года).
- Ассоциация по продвижению психологических знаний о человеческой природе (1986―2002), участие в выпуске журнала Zeit-Fragen.
- Кружок Хофгайсмара (с 1992 года).
- Немецкий колледж (с 1994 года), учебный центр для правых экстремистов.
- Институт государственной политики (с 2000 года), которому, помимо Junge Freiheit, была отведена роль интеллектуального авангарда немецких новых правых[61].
- Общество немецких исследований (с 2000 года).
- Общество немецко-европейских исследований[62][63].
- Немецкая академия (с 2000 года), организация с изменяющимся местом проведения конференций.
- Библиотека консерватизма (с 2012 года).
- Центр молодёжи, идентичности и культуры Феликса Менцеля (2013—2014).
- Zwischentag (2013―2015) ― конференция с участием представителей СМИ новых правых.
- Дом идентичности в Галле (Заале) (2017―2019).
- Burschenschaft Danubia München («Богенхаузенские разговоры», 1998–2012)
- Berliner Burschenschaft Gothia предоставляет площадку для Государственного политического салона Института государственной политики.

### Издатели
В качестве примеров издательств правых экстремистов, придерживающихся стратегии «культурной революции справа», Армин Пфаль-Траугбер называет:
- издательство Grabert
- издательская компания Berg

Томас Пфайффер, со своей стороны, перечисляют следующие издательства правоэкстремистской ориентации:
- Leopold Stocker Verlag
- Edition Antaios (издатель Гётц Кубичек)
- Verlag der Freunde
- Verlag Zeitwende (издатель Свен Хенклер; считается близким к NPD)
- Straube-Verlag (издатель Гельмут Дивальд)

Томас Грумке и Бернд Вагнер, известные правые радикалы, также имеют своё издательство, издающее правую и консервативную литературу:
- Verlag + Agentur Werner Symanek (Оберхаузен)

Некоторые ультраправые издательства фигурировали в отчётах ведомства по защите конституции, например:
- Verlag für ganzheitliche Forschung und Kultur (основатель: Вильгельм Каммайер; издатель Дитрих Болингер); идеологически близок к Ludendorffern;
- Verlag Deutsche Militärzeitschrift (издатель: Дитмар Муниер)

Ullstein-Verlag также какое-то время действовал как издатель новых правых авторов.
По данным Управления по защите конституции земли Шлезвиг-Гольштейн, издательство Arndt-Verlag в Киле с его филиалами (Orion, Heimreiter, Bonus, Pour le Merite, Reading и Gifting) является одним из самых известных компаний в соответствующей области. В докладе 2000 года по защите конституции было заявлено, что Дитмар Мунье «десятилетиями занимал прочное место в правоэкстремистских изданиях».

### Ярмарка «Полдень»
С 2012 года ведущие деятели «Новых правых» ежегодно встречаются на выставке «Полдень» («Zwischenentag»), организаторами которой являются Гётц Кубичек и Феликс Мензель. Помимо презентации литературных произведений авторов, которых Управление по защите Конституции классифицирует как правых экстремистов, выставка предполагает культурную программу, включая лекции и групповые дискуссии. Мероприятие служит делу развития контактов между деятелями правых. Место проведения мероприятия держится в секрете, но тем не менее известно, что в 2014 году ярмарка проходила на территории студенческой корпорации Alte Breslauer Burschenschaft der Raczeks в Бонне, а в 2015 году площадку предоставила другая студенческая корпорация ― Erlanger Burschenschaft Frankonia.

### Сочинения о новых правых в Германии
- Iring Fetscher (Hrsg.): Neokonservative und Neue Rechte. Der Angriff gegen Sozialstaat und liberale Demokratie in den Vereinigten Staaten, Westeuropa und der Bundesrepublik, C.H. Beck, München 1983, ISBN 978-3-406-09690-7.
- Thomas Fischer: Die „Neue Rechte“. Eine Herausforderung für die westdeutsche Linke, Neues Forum, Darmstadt 1989, ISBN 978-3-927682-03-0.
- Margret Feit: Die „Neue Rechte“ in der Bundesrepublik. Organisation. Ideologie. Strategie, Campus, Frankfurt am Main 1989, ISBN 978-3-593-33775-3.
- Franz Greß, Hans-Gerd Jaschke, Klaus Schönekäs: Neue Rechte und Rechtsextremismus in Europa. Bundesrepublik, Frankreich, Großbritannien, Westdeutscher Verlag, Opladen 1990, ISBN 978-3-531-11890-1.
- Friedbert Pflüger: Deutschland driftet. Die Konservative Revolution entdeckt ihre Kinder, ECON-Verlag, Düsseldorf u. a. 1994, ISBN 978-3-430-17471-8.
- Raimund Hethey und Peter Kratz: (Hrsg.): In bester Gesellschaft. Antifa-Recherche zwischen Konservativismus und Neo-Faschismus, Verlag Die Werkstatt, Göttingen 1991, ISBN 978-3-923478-46-0.
- Peter Kratz: Rechte Genossen – Neokonservatismus in der SPD, Elefanten Press, Berlin 1995, ISBN 978-3-88520-552-4.
- Michael Schneider: „Volkspädagogik“ von rechts. Ernst Nolte, die Bemühungen um die „Historisierung“ des Nationalsozialismus und die „selbstbewusste Nation“. Forschungsinstitut der Friedrich-Ebert-Stiftung, 1995, ISBN 3-86077-463-8. PDF
- Johannes Klotz, Ulrich Schneider: Die selbstbewusste Nation und ihr Geschichtsbild. Geschichtslegenden der Neuen Rechten. PapyRossa-Verlag, Köln 1997, ISBN 3-89438-137-X.
- Barbara Junge, Julia Naumann, Holger Stark: Rechtsschreiber. Wie ein Netzwerk in Medien und Politik an der Restauration des Nationalen arbeitet, Antifa-Edition, Elefanten-Press, Berlin 1997, ISBN 978-3-88520-621-7.
- Kurt Lenk, Günter Meuter, Henrique Ricardo Otten: Vordenker der Neuen Rechten, Campus-Verlag, Frankfurt am Main 1997, ISBN 978-3-593-35862-8.
- Iris Weber: Nation, Staat und Elite. Die Ideologie der Neuen Rechten, PapyRossa-Verlag, Köln 1997, ISBN 978-3-89438-129-5.
- Wolfgang Gessenharter (Hrsg.): Rechtsextremismus und Neue Rechte in Deutschland. Neuvermessung eines politisch-ideologischen Raumes?, Leske + Budrich, Opladen 1998, ISBN 978-3-8100-2053-6.
- Armin Pfahl-Traughber: Konservative Revolution und Neue Rechte. Rechtsextremistische Intellektuelle gegen den demokratischen Verfassungsstaat, Leske + Budrich, Opladen 1998, ISBN 978-3-8100-1888-5.
- Jean Cremet, Felix Krebs, Andreas Speit: Jenseits des Nationalismus. Ideologische Grenzgänger der „Neuen Rechten“. Ein Zwischenbericht, Unrast Verlag, Münster 1998, ISBN 978-3-928300-94-0.
- Alice Brauner-Orthen: Die Neue Rechte in Deutschland. Antidemokratische und rassistische Tendenzen, Leske + Budrich, Opladen 2001, ISBN 978-3-8100-3078-8.
- Uwe Backes: Gestalt und Bedeutung des intellektuellen Rechtsextremismus in: Aus Politik und Zeitgeschichte 46/2001, S. 24–30 (Online; PDF, 59 kB).
- Friedemann Schmidt: Die Neue Rechte und die Berliner Republik, Westdeutscher Verlag, Wiesbaden 2001, ISBN 978-3-531-13642-4.
- Martin K. W. Schweer (Hrsg.): Die Neue Rechte. Eine Herausforderung für Forschung und Praxis, Lang, Frankfurt am Main 2003, ISBN 978-3-631-39053-5.
- Rainer Benthin: Auf dem Weg in die Mitte: Die Öffentlichkeitsstrategien der Neuen Rechten, Campus Verlag, Frankfurt am Main 2004, ISBN 978-3-593-37620-2.
- Wolfgang Gessenharter (Hrsg.): Die Neue Rechte – eine Gefahr für die Demokratie?, Verlag für Sozialwissenschaften, Wiesbaden 2004, ISBN 978-3-8100-4162-3.
- Wolfgang Gessenharter: Die Neue intellektuelle Rechte und ihre Unterstützung durch Politik und Medien. in: Stephan Braun, Daniel Hörsch (Hrsg.): Rechte Netzwerke. Eine Gefahr, VS Verlag für Sozialwissenschaften, Wiesbaden 2004, ISBN 978-3-8100-4153-1.
- Hanna-Ruth Metzger: Rechtsintellektuelle Offensive: Diskursstrategische Einflüsse auf die politische Kultur der Bundesrepublik Deutschland, LIT-Verlag, Münster 2004, ISBN 978-3-8258-7432-2.
- Gabriele Kämper: Von der Selbstbewussten Nation zum nationalen Selbstbewusstsein. Die Neue intellektuelle Rechte bewegt sich auf rhetorischen Pfaden in die Mitte der Gesellschaft. (PDF; 3,6 MB). In: WerkstattGeschichte. 37, Klartext Verlag, Essen 2004, ISBN 3-89861-411-5, S. 64–79.
- Gabriele Kämper: Die männliche Nation. Politische Rhetorik der neuen intellektuellen Rechten, Böhlau, Köln u. a. 2005, ISBN 978-3-412-13805-9.
- Regina Wamper, Helmut Kellershohn, Martinz Dietzsch (Hrsg.): Rechte Diskurspiraterien. Strategien der Aneignung linker Codes, Symbole und Aktionsformen, Unrast, Münster 2010, ISBN 978-3-89771-757-2.
- Fabian Virchow: Faschistische Tatgemeinschaft oder weltanschauliche Kaderschmiede? Systemoppositionelle Strategien der bundesdeutschen Rechten nach 1969. in: Massimiliano Livi, Daniel Schmidt, Michael Sturm (Hrsg.): Die 1970er Jahre als schwarzes Jahrzehnt. Politisierung und Mobilisierung zwischen christlicher Demokratie und extremer Rechter, Campus, Frankfurt a. M./New York 2010, ISBN 978-3-593-39296-7, S. 229–247.
- Volker Weiß: Deutschlands Neue Rechte. Angriff der Eliten. Von Spengler bis Sarrazin, Schöningh, Paderborn 2011, ISBN 978-3-506-77111-7.
- Die neuen Rechten in Europa. Zwischen Neoliberalismus und Rassismus., Hrsg.: Peter Bathke, Anke Hoffstadt, PapyRossa Verlag, Köln 2013, ISBN 978-3-89438-507-1
- Liane Bednarz, Christoph Giesa: Gefährliche Bürger. Die neue Rechte greift nach der Mitte, Hanser Verlag, München 2015, ISBN 978-3-446-44461-4.
- Julian Bruns, Kathrin Glösel, Natascha Strobl: Rechte Kulturrevolution. Wer und was ist die Neue Rechte von heute?, VSA-Verlag, Hamburg 2015, ISBN 978-3-89965-639-8.
- Samuel Salzborn: Angriff der Antidemokraten. Die völkische Rebellion der Neuen Rechten, Beltz Juventa, Weinheim, Basel 2017, ISBN 978-3-7799-3674-9.
- Volker Weiß: Die autoritäre Revolte. Die Neue Rechte und der Untergang des Abendlandes, Klett-Cotta, Stuttgart 2018, ISBN 978-3-608-96326-7.
- Patrick Keßler: Die "Neue Rechte" in der Grauzone zwischen Rechtsextremismus und Konservatismus? Protagonisten, Programmatik und Positionierungsbewegungen, LIT Verlag, Münster 2018, ISBN 978-3-643-13844-6.
- Daniel Hornuff: Die Neue Rechte und ihr Design. Vom ästhetischen Angriff auf die offene Gesellschaft, transcript, Bielefeld 2019, ISBN 978-3-8376-4978-9.
- Christian Fuchs, Paul Middelhoff: Das Netzwerk der Neuen Rechten. Wer sie lenkt, wer sie finanziert und wie sie die Gesellschaft verändern, Rowohlt, Reinbek bei Hamburg 2019, ISBN 978-3-499-63451-2.
- Sebastian Pittl: Die politische Theologie neurechter Bewegungen in Michael Klöcker, Udo Tworuschka (Hrsg.): Handbuch der Religionen. 60. Ergänzungslieferung, Westarp Science Fachverlage, Hohenwarsleben 2019, I - 14.10.3.
- Jay Julian Rosellini: The German New Right. AfD, PEGIDA, and the Re-imaging of National Identity, Hurst & Company, London 2019. ISBN 978-1-78738-140-7.
- Ralf Fücks, Christoph Becker (Hrsg.): Das alte Denken der Neuen Rechten. Die langen Linien der antiliberalen Revolte., Sammelband des "Institut Solidarische Moderne", Wochenschau Verlag, Frankfurt 2020, ISBN 978-3-7344-1122-9.
- Olaf Kistenmacher: Ausgesprochen unausgesprochen. Latenter Antisemitismus und Erinnerungsabwehr innerhalb der Neuen Rechten. Hamburg 2021. Download unter:

### Сочинения о новых правых в других странах
- Andreas Umland: Der „Neoeurasismus“ des Aleksandr Dugin: Zur politischen Strategie der russischen „Neuen Rechten“ sowie zur Rolle des integralen Traditionalismus und (quasi-)religiöser Elemente in ihrer Ideologie. In: Margarete Jäger, Jürgen Link (Hrsg.): Macht – Religion – Politik. Zur Renaissance religiöser Praktiken und Mentalitäten. Unrast Verlag, Münster 2006, ISBN 978-3-89771-740-4, S. 141–160.
- Bernhard Schmid: Die Neue Rechte in Frankreich. Unrast Verlag, Münster 2009, ISBN 978-3-89771-102-0.
- Bernhard Schmid: Zwischen Metapolitik und Marsch durch die Institutionen: Die Nouvelle Droite in Frankreich. In: Massimiliano Livi, Daniel Schmidt, Michael Sturm (Hrsg.): Die 1970er Jahre als schwarzes Jahrzehnt. Politisierung und Mobilisierung zwischen christlicher Demokratie und extremer Rechter. Campus, Frankfurt a. M./New York 2010, ISBN 978-3-593-39296-7, S. 131–145.
- Andrea Mammone, Emmanuel Godin, Brian Jenkins (Hrsg.): Mapping the Extreme Right in Contemporary Europe: From Local to Transnational. Routledge, London 2012, ISBN 978-0-415-50264-1.